# Étienne Orban de Xivry
Pour les autres membres de la famille, voir Famille Orban de Xivry.
Étienne Jules Antoine Marie Joseph, baron Orban de Xivry, né le 18 février 1885 à Louvain et y décédé le 23 juillet 1953 à Louvain, fut un homme politique catholique belge.

## Biographie
Il fut docteur en droit (Louvain).
Il fut élu sénateur provincial de la province de Luxembourg (1939-50).

## Généalogie
- Il est fils de Alfred (1857-1922) et Henriette Roberti (1862-1944, fille de Jules Roberti).
- Il épousa en 1914 Ludwine de Vrière (1889-1916);
- Il épousa en 1919 Marie de Vrière (1892-1934);
  - Ils eurent 9 enfants: Alfred (°1920), Marie-Thérèse (1921-2005), Stéphanie (°1923), Jeanne (1924-2009), Agnès (°1925), Augustin (°1927), Charles (°1931), Grégoire (°1929) et Louis (1934-1944).

## Sources
- bio sur ODIS